# Burdizzo

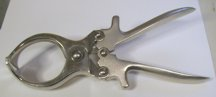
Exemplo de burdizzo.

Burdizzo é um alicate do tipo torquês utilizado para castração. Ele possui uma pinça grande projetada para quebrar os vasos sanguíneos, cordão espermático e nervos que levam aos testículos sem romper a pele do escroto. Depois que o suprimento de sangue para os testículos é perdido, ocorre a necrose testicular e os testículos encolhem, amolecem e, eventualmente, deterioram-se.
O burdizzo é usado principalmente em animais de fazenda, como gado, bodes e carneiros, mas também pode ser usado em humanos. A vantagem do burdizzo para outros métodos tradicionais é que o burdizzo tem menor risco de ocorrer sangramento e infecções. Embora os riscos de perda de sangue sejam menores, a anestesia é necessária nesse método de castração.